# BFOTO
Bfoto es un festival de fotografía emergente que se celebra cada año en Barbastro durante los meses de mayo y junio. Este festival nació en el año 2014 con el objetivo de apoyar a artistas noveles y desde entonces ha ido creciendo y consolidándose hasta convertirse en una cita de referencia en el panorama de la fotografía contemporánea.
El festival atrae a jóvenes fotógrafos de toda la geografía española y también cuenta con la participación de autores europeos e iberoamericanos, especialmente en la Convocatoria de Emergentes, lo que le proporciona un carácter internacional en el que se reúnen proyectos expositivos de todas las tendencias. El programa incluye una convocatoria para artistas emergentes, cursos de formación, charlas, visionado de porfolios, exposiciones al uso en interiores, proyecciones, trabajos fotográficos colectivos y un largo etcétera con la intención de mostrar una fotografía participativa, sugerente y cercana en la que todo el mundo ha podido verse implicado de una u otra forma.

## Organización
La organización corresponde a AFIB (Asociación Fotográfica y de la Imagen de Barbastro),  una organización sin ánimo de lucro que lo gestiona a través de un grupo de voluntarios.
El festival está patrocinado por el Gobierno de Aragón, la Diputación Provincial de Huesca y el Ayuntamiento de Barbastro. Además cuenta con la colaboración de la UNED, la Fundación Ramón J. Sender, el Master de Gestión Cultural de la Universidad de Zaragoza, la Comarca del Somontano de Barbastro. También colaboran activamente organizaciones privadas y numerosos establecimientos de la ciudad de Barbastro.

## Premios y convocatorias
- Convocatoria Emergentes
- Beca Visionados
- Barbastro Open
- Verotipias
- Kosofoto
- Aprender
- Encuentro de Escuelas
- Beca Escuelas Bfoto

## Ediciones

### Edición 2014
Los fotógrafos invitados son Jonás Revilla (Sic transit), Pedro Avelllaned, Ramón Sánchez (1987, el año que fui fotógrafo), Toño Sánchez (Pictorialismo) y Vicente Mascuñano (Ningún lugar, cualquier lugar).

### Edición 2015
Los autores seleccionados en la Convocatoria Emergentes son: Jorge López Muñoz (El Clot. Vidas desde el agujero), Pátric Marin y Laia Sala (Diálogos Actínicos), Ione Atenea (Cantos de sirena), Jorge Pérez (The Other side), Marta Sánchez y Luisa Monleón (Aperto Libro).
Exposiciones: Colección Álvarez Sotos (Mirar otra vez), Javier Ayuso (Sin título pero caminando) y Antonio Campo (Reflejos de realidad).
En el apartado Aprender participan David Jiménez y Jordi V. Pou.
Beca visionados: Beatriz Castellón por su proyecto La sombra del pasado.

### Edición 2016
En esta edición el festival gira alrededor de “Las cosas son extrañas”, una idea inspirada en el trabajo de Duane Michals.
Los autores seleccionados en la segunda edición de Emergentes son: Alice Cannara (My (M)other), Clara Gasull (Quan em mori, no us oblideu de treure’m el sonotone), Laura Van Severen (Land on the brink of some formidably complex matter), Susana Modrego (Inverjatitudes).
Beca visionados: Nagore Giménez Pascual por su proyecto Memories.
Exposiciones: Alfredo de Stéfano (Habitar el vacío), Anka Zhuravleva, Lino Bielsa (Percibir, sentir) y Beatriz Castellón (La sombra del pasado).
En el apartado Aprender participan Matías Costa y Antón Castro.